# (11945) Amsterdam
(11945) Amsterdam – planetoida z pasa głównego asteroid okrążająca Słońce w ciągu 5,3 roku w średniej odległości 3,04 j.a. Została odkryta 15 sierpnia 1993 roku w Caussols przez Erica Elsta. Nazwa planetoidy pochodzi od miasta Amsterdam, konstytucyjnej stolicy Holandii.